# Сражение при Оссове
Сражение при Оссове — сражение между польскими повстанцами и русской армией в ходе восстания 1863—64 годов, на территории Царства Польского. Закончилось поражением повстанцев.

## Предыстория
В начале апреля 1863 года в прусской Познани были сформированы несколько отрядов польских повстанцев, в том числе под командованием бывших офицеров регулярных войск различных стран Европы. Крупная группа мятежников под командованием бывшего капрала французской армии Леона (Юнга) Бланкенхейма перешла русско-прусскую границу и объединилась с отрядами Зайфрида, Салтницкого и Оборского. Общая численность мятежников по русским данным могла доходить до 3000 человек, которые расположились в четырёх лагерях в лесу близ деревни Брдув. 
14 (26) апреля во время плановой рекогносцировки окрестностей местечка Пётрково отряд майора Нелидова (ок. 700 человек) столкнулся с хорошо вооруженной и обученной группой мятежников (более 1000 человек) под Новой-Весью и в результате последующего боя с потерями был вынужден отступить на территорию Пруссии обеспечив мятежникам победу. 
В ответ на это, командующий русскими войсками в округе генерал-майор Апостол Спиридонович Костанда, выступил 17 (29) апреля из города Коло с отрядом в 5 рот, несколько десятков конных казаков и гусар при 2-х конных орудиях.

## Бой
Русские войска были разделены на 3 колонны, которые окружили лес, где находились мятежники (по польским данным не более 500 человек). Первая колонна вошла в лес и завязала с повстанцами перестрелку, в это время две другие колонны беспрепятственно вошли в лес. Артиллерия, расположенная в 200 саженях от опушки леса, открыла по мятежникам огонь. Не выдержав одновременного удара с нескольких направлений поляки обратились в бегство. Сначала они двинулись в направлении Брдува, однако были встречены русскими гусарами, бежали к деревне Модзерово, уничтожив за собой мост, что не позволило русским продолжить преследование разбитого отряда. В тот же день русские войска вернулись в Коло. 

## Последствия
Потери регулярных войск по русским данным составили 2 человека убитыми и 19 ранеными. Поляки по тем же данным потеряли свыше 500 человек убитыми, в том числе среди убитых был опознан и их командир Бланкенхейм, ещё 85 повстанцев попали в плен. По польским данным в бою было убито 68 мятежников, в том числе и Бланкенхейм, ещё более 50 попали в плен. О потерях русских войск польские источники ничего не сообщают. 
За победу над мятежниками генерал Костанда получил орден св. Анны 1-й степени, генерал Анучин золотую шпагу с надписью «За храбрость».